# Sextou BB 4 (Ao Vivo em Goiânia)
Sextou BB 4 (Ao Vivo em Goiânia) (ou simplesmente Sextou BB 4) é o sexto álbum ao vivo da dupla sertaneja brasileira Ícaro & Gilmar, lançado em 28 de outubro de 2021 pela NA Records. Trata-se da quarta edição de Sextou BB, que vem sendo trabalhado desde 2019, como um projeto composto por regravações.

## Antecedentes e gravação
Pouco antes da gravação do álbum, Ícaro & Gilmar lançariam a terceira edição de Sextou BB, com o subtítulo Ouvindo, Bebendo e Sofrendo, com as participações de Hugo & Guilherme e Diego & Victor Hugo. Sextou BB é um projeto que reúne releituras de clássicos da música sertaneja e de outros estilos, no estilo "voz e violão", introduzido em 2019. 
A quarta edição do Sextou BB foi gravada em julho de 2021, em Goiânia, já com público, diferente do anterior, devido a pandemia de COVID-19 acontecendo naquela época, igual os dois primeiros álbuns gravados. Seguindo o mesmo formato dos álbuns anteriores, Sextou BB 4 conta com a participação especial da dupla Humberto & Ronaldo, que faz parte do mesmo escritório.
Na mesma época, foi anunciada a gravação de um DVD para Campo Grande, lançado no ano seguinte.

## Lançamento
Em outubro de 2021, o álbum começou a ser trabalhado, em três EPs. O álbum completo foi lançado em 28 de outubro de 2021.

## Lista de faixas
| N.º            | Título                                                                                          | Compositor(es) | Artista original                             | Duração |  |
| 1.             | "Onde Você Está / Fiel Até Debaixo D´Água"                                                      | Jairo Góes / Everton Matos / Rivanil Bruno / Rafael Dias                                                                            | Bruno & Marrone                              | 3:30    |  |
| 2.             | "Pede Pra Voltar"                                                                               | Dani Lima / Kito / Rafaela Miranda                                                                                                  |                                              | 2:59    |  |
| 3.             | "Que Amigo É Esse"                                                                              | Greg Neto / Henrique Alves / Renne Fernandes / Thales Melo                                                                          |                                              | 2:43    |  |
| 4.             | "É de Dar Dó"                                                                                   | Waléria Leão / Alê Monteiro / Matheus Boaba / Rafael Quadros / Vinni Miranda                                                        |                                              | 2:42    |  |
| 5.             | "Bebi, Mandei!"                                                                                 | Flavinho do Kadet / Maykow Melo |                                              | 3:19    |  |
| 6.             | "Eu Juro (I Swear) / Não Olhe Assim"                                                            | Frank Joseph Myers / Gary Baker; versão: Demian César Augusto / César Rossini                                                       | Leandro & Leonardo                           | 3:09    |  |
| 7.             | "Vem Me Buscar / Por Um Minuto (Por Un Minuto)"                                                 | Carlos Colla / Mário Campanha Alessio Lorenzi / Giampaolo Santandrea / Josep Capdevilla Querol; versãoː Cláudio Rabello             | Bruno & Marrone                              | 5:24    |  |
| 8.             | "Sonho por Sonho / Desculpe Mas Eu Vou Chorar"                                                  | Colla / Chico Roque Augusto / Gabriel                                                                                               | Leandro & Leonardo                           | 3:36    |  |
| 9.             | "Hoje Eu Sei / A Rotina"                                                                        | Rick / Alexandre Franco / Jotha Luiz / Wilson Sá                                                                                    | João Paulo & Daniel Leandro & Leonardo       | 4:24    |  |
| 10.            | "Eu Busco uma Estrela (Yo Busco Una Estrella) / Esta Noite Foi Maravilhosa (Wonderful Tonight)" | Rick Orozco / Miguel Spinola; versão: Gian / Giovani Eric Clapton ; versão: Paulinho Rezende                                        | Leandro & Leonardo                           | 4:41    |  |
| 11.            | "Preciso Ser Amado / Da Boca Pra Fora"                                                          | Augusto / Piska Nildomar Dantas | Zezé Di Camargo & Luciano                    | 4:18    |  |
| 12.            | "Labirinto / Valeu"                                                                             | Marco Aurélio Dorgival Dantas | Marco Aurélio & Paulo Sérgio Dorgival Dantas | 3:24    |  |
| 13.            | "Foi Deus / Te Quero Pra Mim (It Matters To Me)"                                                | Bruno / Edson / Felipe Mark D. Sanders / Ed Hill; versão: Edson / Raul / Marquinhos                                                 | Edson & Hudson                               | 3:49    |  |
| 14.            | "Você Me Vira a Cabeça / Você Não Me Ensinou a Te Esquecer"                                     | Roque / Paulo Sérgio Valle Fernando Mendes / José Wilson / Lucas                                                                    | Alcione Fernando Mendes                      | 4:45    |  |
| 15.            | "Cara ou Coroa (A Cara O Cruz) / Depois Que Você Matar Meu Coração"                             | C. Villa De La Torre / A. Monroy Fernandez; versão: Colla Augusto                                                                   | Zezé Di Camargo & Luciano                    | 3:16    |  |
| 16.            | "Sufocado (Drowning) / Quando um Grande Amor Se Faz (Cantare e D'Amore)"                        | Linda Thompson / Andreas Carlsson / Rami Yacoub ; versão: Augusto / Bozzo Baretti Amedeo Minghi / Pasquale Panella; versão: Augusto | Zezé Di Camargo & Luciano Cleiton & Camargo  | 4:12    |  |
| 17.            | "Então Pode Ir / Se Não Tivesse Ido (Si No Te Hubieras Ido)"                                    | Fátima Leão / Vinícius Marco Antonio Solís ; versãoː Bruno                                                                          | Bruno & Marrone                              | 5:11    |  |
| 18.            | "E Deixe o Tempo Ver / Chega Mais Pra Cá" (part. Humberto & Ronaldo)                            | Humberto Jr H. Jr / Edu | Humberto & Ronaldo                           | 3:32    |  |
| 19.            | "Mistérios / Tempo ao Tempo"                                                                    | Diego Damasceno Raynner Sousa / Barony / Adrianno                                                                                   | Jorge & Mateus                               | 3:24    |  |
| 20.            | "Na Hora H / Pra Não Pensar em Você"                                                            | Bruno / Felipe Augusto / Piska | Zezé Di Camargo & Luciano                    | 4:46    |  |
| 21.            | "Pra Que Entender / Sem Me Controlar"                                                           | Marcelo Melo / Ane Abreu / Theo José Marcos / Belutti / H. Jr.                                                                      | Jorge & Mateus Marcos & Belutti              |         |  |
| 22.            | "Vivendo Aqui no Mato / Estrelinha"                                                             | Zé Neto / Cristiano Gabriel Rocha / Leandro Visacre / Luigi / Lucas Carvalho                                                        | Trio Parada Dura Di Paullo & Paulino         | 4:07    |  |
| Duração total: | Duração total:                                                                                  | Duração total: | Duração total:                               | 1:24:51 |  |